# École Duperré
L'École Duperré és una escola pública d'art i disseny. Capacita els estudiants per a carreres creatives en moda i tèxtils, així com en disseny ambiental i gràfic. A més, compta amb programes de formació per a dissenyadors-fabricants en tèxtils (brodat, teixit i tapisseria) i ceràmica.

## Graduats famosos
- Kader Attia, un artista francès d'origen algerià
- Ariadna Efron, una traductora russa i soviètica de prosa i poesia, memorialista, artista, crítica d'art i poetessa
- Camil Fàbregas i Dalmau, un escultor i pintor català
- Jean Giraud, un dibuixant de còmics i il·lustrador francès